# Rose-Claire Schüle
Rose-Claire Schüle (* 24. Dezember 1921 in Paris als Rose-Claire Balderer; † 28. April 2015 in Morges) war eine Schweizer Ethnologin und Dialektologin. Schüle war als erste Frau Präsidentin des Schweizerischen Heimatschutzes.

## Leben und Werk
Rose-Claire Schüle studierte Romanistik, Arabisch, Persisch und Türkisch sowie europäische Volkskunde. 1953 legte sie an der Universität Basel eine Dissertation vor, die dem Dialekt von Nendaz gewidmet war.
Im Auftrag des Schweizerischen Nationalfonds forschte Rose-Claire Schüle über das Patois und die Ethnografie der Gemeinde Nendaz. 1947 kam sie in das damals noch «Haute-Nînde» genannte Dorf und verfasste in der Folge zahlreiche volkskundliche Werke mit ihren Erkenntnissen.
Sie gründete den Verein der Patoisants von Val d’Aoste. Im Jahr 1968 wurde sie die erste Volkskundlerin im Dienst des Kanton Wallis. Schüle leitete als Direktorin die Walliser Kantonsmuseen (1979–1983). 1978 wurde sie als erste Frau Präsidentin des Schweizer Heimatschutzes (1978–1988). 1991 gründete sie die Vereinigung der Walliser Museen, die Dachorganisation der Museen im Wallis.
Schüle war verheiratet mit dem Romanistiker Ernest Schüle. Ihre Tochter Isabelle Raboud-Schüle ist Ethnologin und seit 2019 Präsidentin des Verbands der Museen der Schweiz.
Schüle verstarb im Alter von 93 Jahren.

## Auszeichnungen
- 1975 erhielt Schüle als erste Frau den Preis der Stiftung Divisionnaire F.K. Rünzi[1]

- 2014 Preis der Stiftung Kreatives Alter für ihr 750-seitiges Werk Les vouivres dans le ciel de Nendaz (2011)[7]

## Werke
- L’Inventaire lexicologique du parler de Nendaz (Valais) (3 Bde.)
  - La Nature inanimée, la flore et la faune. Bd. 1. Francke, Bern 1963.
  - L’Homme être physique. Bd. 2.  A. Francke, Basel / Tübingen 1998.
  - L'Âme et l'intellect, Bd. 3, A. Francke, Basel / Tübingen 2006, ISBN 978-3-7720-8095-1.
- Les Vouivres dans le ciel de Nendaz: ethnographie du ciel et des astres, du temps, de la terre, des plantes et des animaux réels et fabuleux à Nendaz (VS). 2011, ISBN 978-3-03919-242-7.
- mit Isabelle Raboud-Schüle, Pierre Dubuis: Assiettes valaisannes: nourritures d’hier et d’avant-hier (= Les cahiers de l’histoire locale. 5.) 1993, ISBN 2-88341-025-9.